# Хауърд Айкен
Хауърд Айкен (на английски: Howard Aiken) е американски физик и компютърен пионер.

## Биография
Роден е в Хоубоукън, Ню Джърси. Той е единствено дете в семейството на Даниъл Айкен и Маргарет Емили Майриш-Айкен.
През 1919 г. завършва гимназия в Индианаполис. През 1923 г. се дипломира от Уисконсинския университет в Мадисън с бакалавърска степен по електротехника. През 1932 г. се записва да учи физика в Чикагския университет, но напуска още в първи курс, недоволен от програмата. През 1933 г. започва обучение в Харвардския университет, където се дипломира през 1937 г. с магистърска степен по физика, а през следващата година защитава дисертация Theory of Space Charge Conduction. През 1939 г. получава докторско звание по физика.. Именно по време на работата по дисертацията се появява интересът му към разработване на компютър поради нуждата от решаване на системи от нелинейни диференциални уравнения. През 1937 г. той прави постъпки пред компанията за механични и електро-механични сметачни машини Monroe Calculating Machine Company, но получава отказ. През 1941 г. става асистент по приложна математика в Харвард, а през 1946 г. – професор.
През 1939 г. успява да заинтересува с проекта си за компютър IBM, която разработва табулиращи машини. По идея и проект на Айкен започва конструирането на електро-механичен компютър ASCC (на английски: Automatic Sequence Controlled Calculator), по-късно станал известен като Harvard Mark I. Компютърът решава първата си задача през 1943 г., а година по-късно е инсталиран и започва работа в Харвард.. Член на екипа от програмисти е Грейс Хопър.
По-късно по поръчка на военноморските сили на САЩ Айкен създава компютъра Harvard Mark II, завършен през 1947 година. Построенни са още 2 компютъра от същата серия – Harvard Mark III и Harvard Mark IV.
Женил се е три пъти: през 1939 за Луиз Мансил, с която имат дъщеря Рейчъл. Развеждат се през 1942 г. Вторият му брак е с Агнес Монтгомъри от 1943 до 1961 и също имат дъщеря Елизабет. Третият и последен брак е с Мери Макфарлан, без деца.
Пенсионира се на 60-годишна възраст и се установява във Форт Лодърдейл, Флорида, където заема почетната длъжност Distinguished Professor of Information в Университета на Маями, но без да преподава. Продължава да е активен и основава частната фирма Howard Aiken Industries Incorporated, която оздравява бизнес компании, изпаднали в затруднения. В областта на информатиката консултира компании като Lockheed Missiles и Monsanto и работи в областта на криптирането на данни.
Умира в Сейнт Луис, Мисури, докато е в командировка.